# Amplier
Amplier je francouzská obec v departementu Pas-de-Calais v regionu Hauts-de-France. V roce 2014 zde žilo 308 obyvatel.

## Poloha obce
Obec leží u hranic departementu Pas-de-Calais s departementem Somme.
Sousední obce jsou: Authieule (Somme), Doullens (Somme), Grouches-Luchuel (Somme), Halloy, Orville a Terramesnil (Somme).

## Vývoj počtu obyvatel
Počet obyvatel